# TAL (Programmiersprache)
TAL (Transaction Application Language) ist eine Programmiersprache, die ab Mitte der 70er von Tandem NonStop Systems als systemnahe Sprache für ihre hochverfügbaren Rechner entwickelt wurde. 
TAL hat eine Syntax, die an C, teilweise auch an Pascal angelehnt ist, mit spezifischen Sprachelementen für Client-Server-Architekturen. TAL wurde direkt für die verwendeten RISC-Prozessoren optimiert und ersetzte auf den implementierten Plattformen die Assemblersprachen. TAL wird heute von Hewlett-Packard gepflegt.